# Coupe du monde de biathlon 1993-1994
Navigation
Édition précédente Édition suivante
La 17e édition de la Coupe du monde de biathlon commence le 9 décembre 1993 à Bad Gastein et se conclut le 17 mars 1994 à Canmore. Le Français Patrice Bailly-Salins remporte le classement général devant Sven Fischer, alors que Svetlana Paramyguina remporte le globe de cristal devant Nathalie Santer.

## Calendrier et podiums

### Femmes
| 1. Bad Gastein (9 décembre 1993 - 12 décembre 1993) |                     |                                                                                           |                                                                       |                                                                                |
| Date                                                | Épreuve             | Vainqueur                                                                                 | Seconde                                                               | Troisième                                                                      |
| 9/12/1993                                           | individuel (15 km)  | Nathalie Santer                                                                           | Nadiya Billova                                                        | Simone Greiner-Petter-Memm                                                     |
| 11/12/1993                                          | sprint (7,5 km)     | Nathalie Santer                                                                           | Hildegunn Fossen                                                      | Gunn Margit Andreassen                                                         |
| 12/12/1993                                          | Relais (4 × 7,5 km) | Norvège- Elin Kristiansen - Annette Sikveland - Gunn Margit Andreassen - Hildegunn Fossen | Tchéquie- Jana Kulhavá - Jiřina Pelcová - Iveta Knížková - Eva Háková | France- Delphyne Heymann - Emmanuelle Claret - Véronique Claudel - Anne Briand |

| 2. Pokljuka (16 décembre 1993 - 19 décembre 1993) |                     |                                                                                             |                                                                                  |                                                                              |
| Date                                              | Épreuve             | Vainqueur                                                                                   | Seconde                                                                          | Troisième                                                                    |
| 16/12/1993                                        | individuel (15 km)  | Anne Briand                                                                                 | Natalia Snitina                                                                  | Nathalie Santer                                                              |
| 18/12/1993                                        | sprint (7,5 km)     | Elin Kristiansen                                                                            | Anne Elvebakk                                                                    | Nathalie Santer                                                              |
| 19/12/1993                                        | relais (4 × 7,5 km) | Biélorussie- Irina Kokueva - Natalia Permiakova - Natalia Ryzhenkova - Svetlana Paramyguina | Norvège- Elin Kristiansen - Annette Sikveland - Anne Elvebakk - Hildegunn Fossen | France- Corinne Niogret - Véronique Claudel - Delphyne Heymann - Anne Briand |

| 3. Ruhpolding (13 janvier 1994 - 16 janvier 1994) |                     |                                                                              |                                                                                  |                                                                            |
| Date                                              | Épreuve             | Vainqueur                                                                    | Seconde                                                                          | Troisième                                                                  |
| 13/01/1994                                        | individuel (15 km)  | Emmanuelle Claret                                                            | Svetlana Paramyguina                                                             | Corinne Niogret                                                            |
| 15/01/1994                                        | sprint (7,5 km)     | Svetlana Paramyguina                                                         | Nathalie Santer                                                                  | Nadejda Talanova                                                           |
| 16/01/1994                                        | relais (4 × 7,5 km) | France- Corinne Niogret - Véronique Claudel - Delphyne Heymann - Anne Briand | Allemagne- Uschi Disl - Simone Greiner-Petter-Memm - Antje Harvey - Petra Schaaf | Russie- Olga Simushina - Anfisa Reztsova - Natalia Snitina - Luiza Noskova |

| 4. Antholz Anterselva (20 janvier 1994 - 23 janvier 1994) |                     |                                                                                  |                                                                                     |                                                                              |
| Date                                                      | Épreuve             | Vainqueur                                                                        | Seconde                                                                             | Troisième                                                                    |
| 20/01/1994                                                | individuel (15 km)  | Anne Briand                                                                      | Liubov Beliakova                                                                    | Uschi Disl                                                                   |
| 22/01/1994                                                | sprint (7,5 km)     | Svetlana Paramyguina                                                             | Antje Harvey                                                                        | Olga Simushina                                                               |
| 23/01/1994                                                | relais (4 × 7,5 km) | Allemagne- Uschi Disl - Antje Harvey - Simone Greiner-Petter-Memm - Petra Schaaf | Norvège- Ann-Elen Skjelbreid - Annette Sikveland - Anne Elvebakk - Hildegunn Fossen | France- Corinne Niogret - Véronique Claudel - Delphyne Heymann - Anne Briand |

| 5. Hinton (10 mars 1994 - 13 mars 1994) |                     |                                                                      |                                                                                 |                                                                               |
| Date                                    | Épreuve             | Vainqueur                                                            | Seconde                                                                         | Troisième                                                                     |
| 10/03/1994                              | individuel (15 km)  | Svetlana Paramyguina                                                 | Véronique Claudel                                                               | Anne Briand                                                                   |
| 12/03/1994                              | sprint (7,5 km)     | Svetlana Paramyguina                                                 | Véronique Claudel                                                               | Uschi Disl                                                                    |
| 13/03/1994                              | relais (4 × 7,5 km) | Allemagne- Uschi Disl - Petra Schaaf - Simone Greiner - Antje Harvey | France- Nathalie Beausire - Veronique Claudel - Emmanuelle Claret - Anne Briand | Norvège- Ann-Elen Skjelbreid - Åse Idland - Anne Elvebakk - Annette Sikveland |

| 6. Canmore (17 mars 1994 - 20 mars 1994) |                     |                                                                      |                                                                             |                                                                                        |
| Date                                     | Épreuve             | Vainqueur                                                            | Seconde                                                                     | Troisième                                                                              |
| 17/03/1994                               | individuel (15 km)  | Uschi Disl                                                           | Myriam Bédard                                                               | Nathalie Santer                                                                        |
| 19/03/1994                               | sprint (7,5 km)     | Nadezhda Talanova                                                    | Svetlana Paramyguina                                                        | Nathalie Santer                                                                        |
| 20/03/1994                               | relais (4 × 7,5 km) | Allemagne- Uschi Disl - Petra Schaaf - Simone Greiner - Antje Harvey | États-Unis- Beth Coats - Joan Miller Smith - Laurie Tavares - Ntala Skinner | Norvège- Ann-Elen Skjelbreid - Åse Idland - Hildegunn Mikkelsplass - Annette Sikveland |

### Hommes
| Étape | Date             | Lieu               | Discipline       | Vainqueur                    | Deuxième            | Troisième             | Leader au classement général (après la course |
| ----- | ---------------- | ------------------ | ---------------- | ---------------------------- | ------------------- | --------------------- | --------------------------------------------- |
| 1     | 9 décembre 1993  | Bad Gastein        | 20 km individuel | Sergei Tarasov               | Ricco Groß          | Tomasz Sikora         | Sergei Tarasov                                |
| 1     | 11 décembre 1993 | Bad Gastein        | 10 km sprint     | Patrice Bailly-Salins        | Vesa Hietalahti     | Valeriy Kirienko      | Ricco Groß                                    |
| 2     | 16 décembre 1993 | Pokljuka           | 20 km individuel | Patrice Bailly-Salins        | Sergei Tchepikov    | Valeriy Kirienko      | Patrice Bailly-Salins                         |
| 2     | 18 décembre 1993 | Slovénie Pokljuka  | 10 km sprint     | Biélorussie Viktor Maïgourov | Sven Fischer        | Alexandre Popov       | Patrice Bailly-Salins                         |
| 3     | 13 janvier 1994  | Ruhpolding         | 20 km individuel | Patrice Bailly-Salins        | Viktor Maigourov    | Andreas Zingerle      | Patrice Bailly-Salins                         |
| 3     | 15 janvier 1994  | Ruhpolding         | 10 km sprint     | Patrick Favre                | Petr Garabík        | Oleg Ryjenkov         | Patrice Bailly-Salins                         |
| 4     | 20 janvier 1994  | Antholz-Anterselva | 20 km individuel | Sven Fischer                 | Patrick Favre       | Frank Luck            | Patrice Bailly-Salins                         |
| 4     | 22 janvier 1994  | Antholz-Anterselva | 10 km sprint     | Frank Luck                   | Pieralberto Carrara | Sergei Tarasov        | Patrice Bailly-Salins                         |
| 5     | 10 mars 1994     | Hinton             | 20 km individuel | Wilfried Pallhuber           | Valeriy Kirienko    | Frank Luck            | Sven Fischer                                  |
| 5     | 12 mars 1994     | Hinton             | 10 km sprint     | Sven Fischer                 | Vladimir Dratchev   | Frank Luck            | Sven Fischer                                  |
| 6     | 17 mars 1994     | Canmore            | 20 km individuel | Hubert Leitgeb               | Vadim Sachourine    | Jon Åge Tyldum        | Patrice Bailly-Salins                         |
| 6     | 19 mars 1994     | Canmore            | 10 km sprint     | Sylfest Glimsdal             | Viktor Maigourov    | Patrice Bailly-Salins | Patrice Bailly-Salins                         |